# パラフィールドガーデンズ駅
パラフィールドガーデンズ駅(英語:Parafield Gardens railway station)はサウスオーストラリア州ゴーラー線の駅である。アデレード北部郊外のパラフィールドガーデンズのパラフィールド空港に隣接していて、アデレード駅からは16.6キロメートル (10.3 mi)離れている。

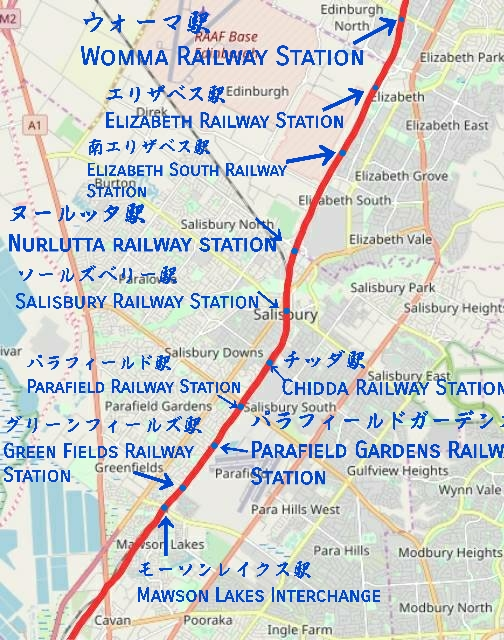
パラフィールドガーデンズ駅

## 歴史
パラフィールドガーデンズ駅は当初1968年5月1日に開通した。
ゴーラー線には歩行者専用地下道がパラフィールドガーデンズ駅とグリーンフィールズ駅の2駅にしか無い。ヴァンダリズム(公共物の落書き行為等を指す)の影響により他の駅では、歩行者専用地下道を安全上の理由により封鎖している。駅の西にはクリスタルブルックに通ずるオーストラリア基盤整備会社の標準軌の線路がある。

## 行き先
| プラットフォーム | 方向                      |
| ---------------- | ------------------------- |
| 1番線            | ゴーラー駅/ゴーラー中央駅 |
| 2番線            | アデレード駅              |